# 橋本正章
橋本 正章（はしもと まさあき、1954年1月23日 - ）は、日本の宇宙物理学者。専門は、天体物理学、特に、元素の起源、ビッグバン理論と宇宙進化、高密度星の熱的進化、恒星進化論、超新星爆発シミュレーションと元素合成など多岐にわたる。
九州大学理学研究院物理学部門教授（九州大学 宇宙物理理論 研究室 ）を経て名誉教授。

## 来歴
福岡県福岡市出身。1978年、九州大学理学部物理学科卒業。1980年、熊本大学大学院理学研究科物理学専攻修士課程修了。1983年、早稲田大学大学院物理学専攻博士課程修了。

## 著書
大学初年度向けの力学の教科書・演習書や相対性理論の初級向けの教科書を執筆している。

### 共著
- 荒井賢三『力学の基礎』（裳華房　1996年10月）
- 荒井賢三『力学の基礎演習』（学術図書出版社　2002年9月）
- 荒井賢三『相対論の世界』（裳華房　2014年10月）
- R. Nakamura, E.P. Berni Ann Thushari, K. Arai 『Big-Bang Nucleosynthesis  Thermonuclear History in the Early Universe』2018年10月）